# Tenacious D: Trzalica sudbine
Tenacious D: Trzalica sudbine  (енгл. Tenacious D in The Pick of Destiny) američka je muzička komedija iz 2006. o komičarskom rok sastavu Tenacious D. Članovi grupe Džek Blek i Kajl Gas igraju glavne uloge u filmu, čiji su ujedno producenti i scenaristi, dok režiju potpisuje Lijam Liinč.

## Uloge
| Glumac          | Uloga              |
| --------------- | ------------------ |
| Džek Blek       | Džej Bi/Džebles    |
| Kajl Gas        | Kej Dži/Kejdž      |
| Džejson Rid     | Li                 |
| Roni Džejms Dio | glumi sebe         |
| Dejv Grol       | Đavo               |
| Ben Stiler      | gitarista u centru |
| Tim Robins      | stranac            |
| Džon Si Rajli   | Veliko stopalo     |
| Mit Louf        | Bad Blek           |
| Ejmi Poler      | konobarica         |
| Ejmi Adams      | prelepa žena       |
| Džejson Sigel   | momak iz bratstva  |

## Spoljašnje veze
- Tenacious D: Trzalica sudbine na sajtu  (jezik: engleski)